# Кочубеївський парк (Батурин)
Кочубе́ївський парк — парк-пам'ятка садово-паркового мистецтва місцевого значення в Україні. Розташований у місті Батурин Бахмацького району Чернігівської області. Входить до складу Національного історико-культурного заповідника «Гетьманська столиця».
Площа 9,9 га. 
Парк закладено у XVII ст. генеральним суддею В. Кочубеєм на основі природної діброви. Пам'ятка поєднує регулярне і нерегулярне (пейзажне) планування. У деревостані парку природні та штучні насадження різних років — загалом 34 види дерев і чагарників.
На території парку розташована пам'ятка архітектури національного значення — Будинок Генерального суду (будинок В. Кочубея) XVII ст., братські могили часів Української революції та Другої світової війни, виставка «...допоки бринить бджола», присвячена бджоляру Петру Прокоповичу, та пам'ятки монументального мистецтва різних періодів.

## Братське кладовище

Пам’ятник «Скорботна Мати-Україна» (1991 р.)

Перші поховання братського кладовища відносяться до 1919. Це могили місцевих активістів, членів першої сільськогосподарської комуни, та червоноармійців, розстріляних військами А. Денікіна.
До 1974 року могили захисників та учасників звільнення Батурина від нацистів знаходились на території  парку, на селищному  кладовищі, на територіях садиб батуринців. У квітні 1974 року за ініціативи селищної ради та республіканської організації ветеранів війни було вирішено перенести всі останки воїнів у Кочубеївський парк. У 1975 році братське кладовище упорядковано. У 1991 році на братських могилах встановлено пам'ятник «Скорботна Мати-Україна», автором якого уродженець Батурина, скульптор Ситник Олександр Васильович.
У 2005 році здійснено благоустрій кладовища. На даний час воно складається з 5 братських та 6 окремих могил. Це, зокрема, братська могила 20 осіб, розстріляних влітку 1919 р. денікінцями, братська могила 10 мирних жителів, розстріляних нацистами у 1941 р., братська могила 47 воїнів Радянської армії, які загинули під час визволення Батурина у 1943 р.

## Пам'ятники і пам'ятні знаки
Петру Прокоповичу
У 1975 році, під час заходів з відзначення 200-річчя видатного українського бджоляра Петра Прокоповича на території парку сформувано липову алею та  встановлено пам'ятник  П. І. Прокоповичу. Його авторка — Інна Коломієць.
Богдану Лепкому
Пам'ятник відомому українському письменнику було відкрито у 1999 р. з нагоди 125-ліття з дня його народження. Являє собою стеллу з барельєфом Б. Лепкого на тлі земної кулі. Скульптор - Іван Сонсядло. Богдан Лепкий поєднав себе з Батурином, у якому за життя ніколи не бував, знаменитою трилогією «Мазепа».
Українським гетьманам
Пам'ятний знак, встановлений 23 жовтня 1999 р. з нагоди перенесення праху гетьмана І. Мазепи (землі з місця поховання гетьмана у м. Галац (Румунія). Напис на пам'ятнику: «В діяннях гетьманів — сила і державна велич України».
Знак, присвячений дубу
Встановлений 22 травня 2003 р. на місці, де ріс дуб, що кілька віків слугував символом кохання гетьмана Івана Мазепи та Мотрі Кочубей. 
Мотря
Скульптура з пісковика, створена під час Міжнародного симпозіуму «Батурин-2008». Скульптор Володимир Протас. Встановлена на південній ділянці парку.

Петру Прокоповичу
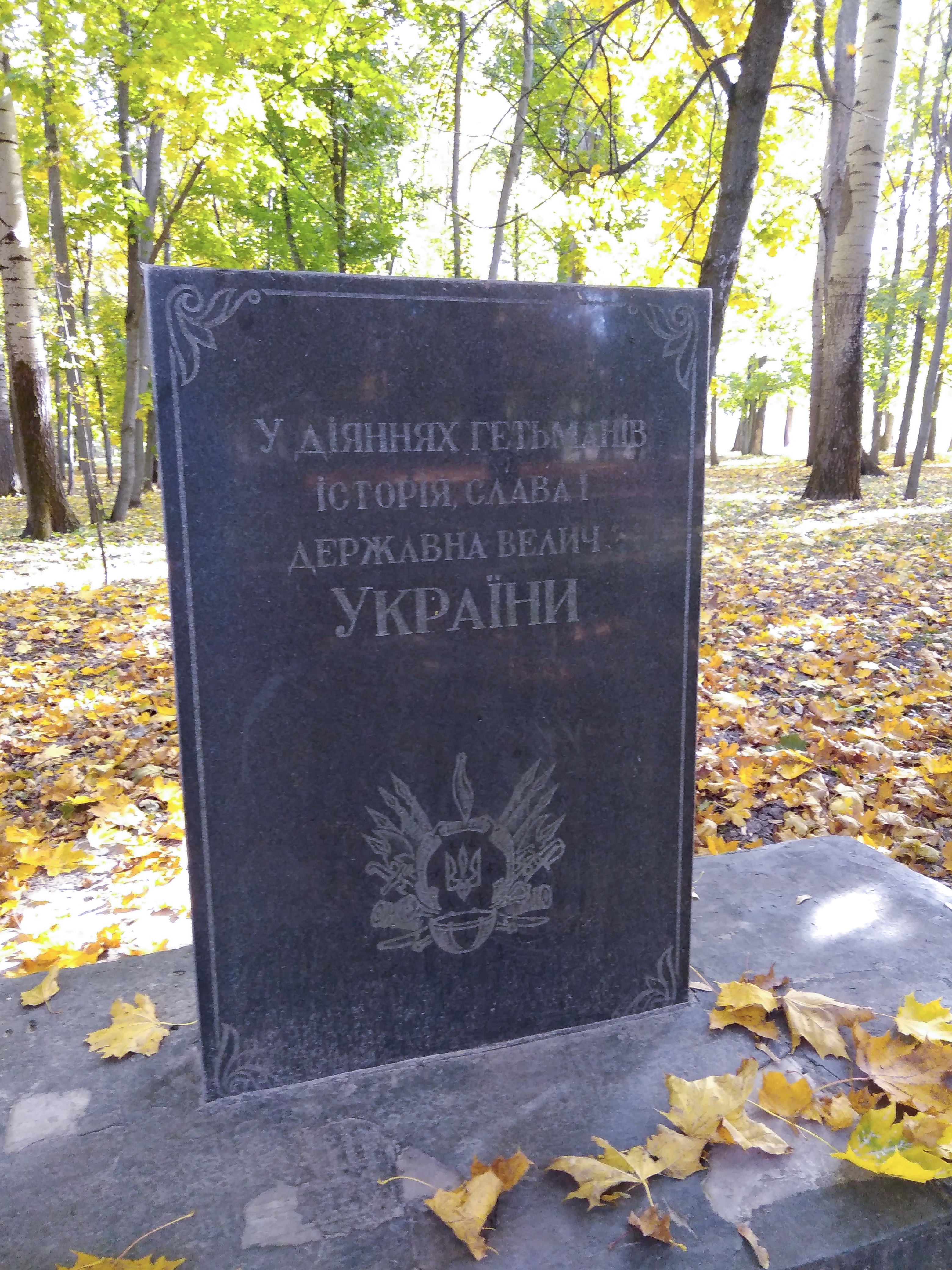
Українським гетьманам
Богдану Лепкому
На місці дуба

## Кочубеївський став
Існував до 1960-х років.

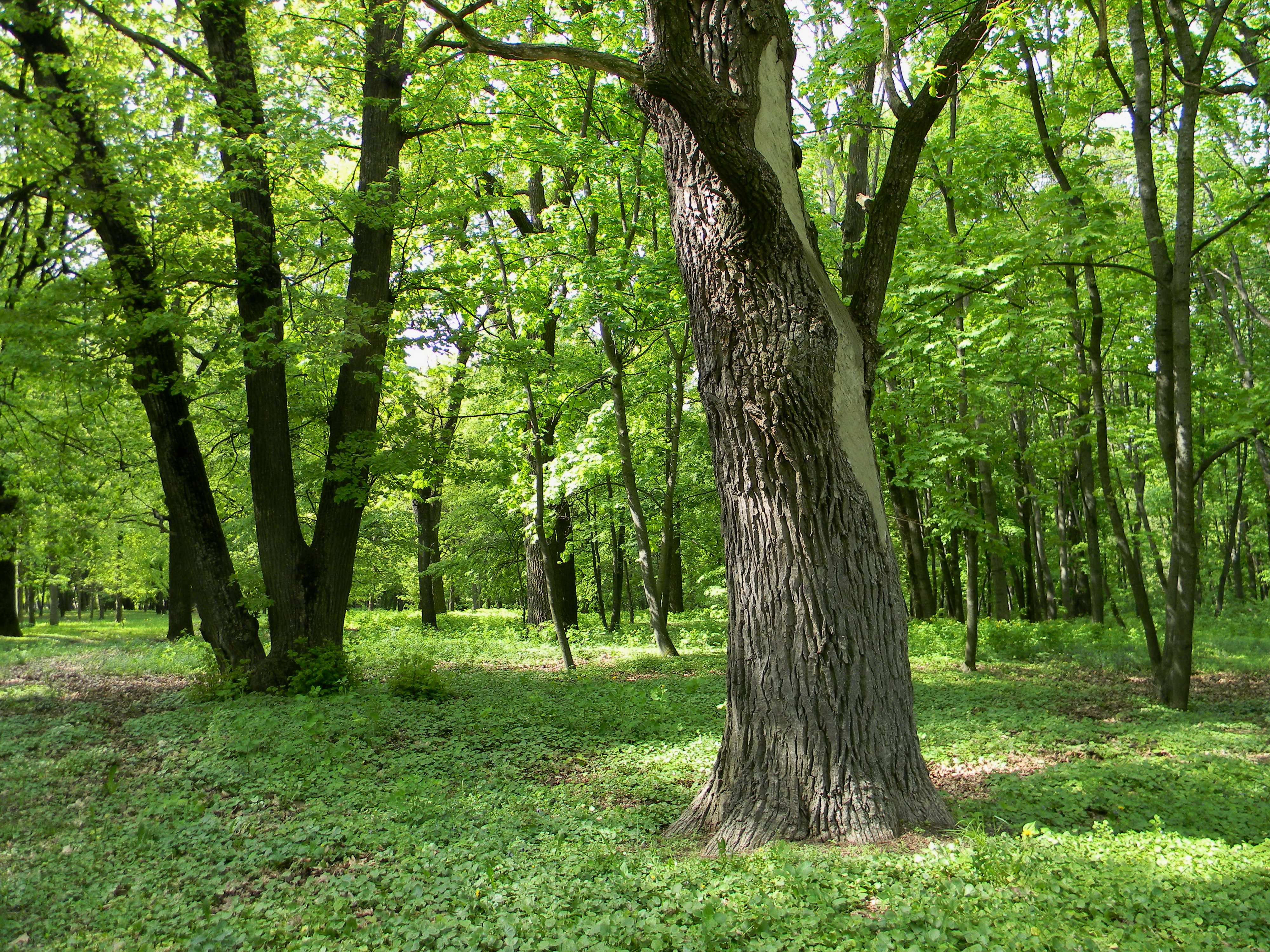
Столітні дуби Кочубеївського парку.

Садиба Кочубеїв розташована на Чорній річці — невеликій лівій притоці річки Сейм. У XVIII-ХІХ ст. в її долині були озера і проточна балка. За спогадами старожилів, до середини ХХ ст. в цих водоймах було багато риби та черепах. Навесні вони наповнювалися водою. Влітку дітлахи купалися тут, жінки прали одяг, чоловіки — купали коней. На початку 1940-х роках діяв водяний млин (вешняк) В. М. Червонящого. Водойма в цей час була розділена на два стави, які звалися Балка (Капунін) і Кочубеївський. Спочатку спустили воду з верхнього, Капуніного, ставу, але Кочубеївський продовжував міліти. Його було вирішено почистити за допомогою бульдозерів. Технікою розчистили дно водойми, проте відновити її так і не вдалося. Військові 3 дні закачували сюди воду з Сейму, та вся вона зійшла у землю. На сьогодні водойми в долині Чорної річки втрачені.

## Дуб Мотрі Кочубей
На території садиби Кочубеїв ріс дуб, дупло якого слугувало скринькою для листування між гетьманом Іваном Мазепою та дочкою Василя Кочубея Мотрею. Територією, де він потенційно міг зростати, нині є  парк "Кочубеївський".
Легенда про дупло дуба як скриньку для листування пов'язана з легендарними Листами гетьмана Івана Мазепи до Мотрони Кочубеївни, що збереглися у так званій "Справі Кочубея". Попри контраверсійність та критику в сучасній історіографії ця легенда має відгук у ранньомодерному і сучасному мистецтві і наративі.

## Відвідування
Територія парку відкрита для відування постійно. Екскурсоводи працюють за графіком роботи музею Будинок Василя Кочубея.

## Галерея

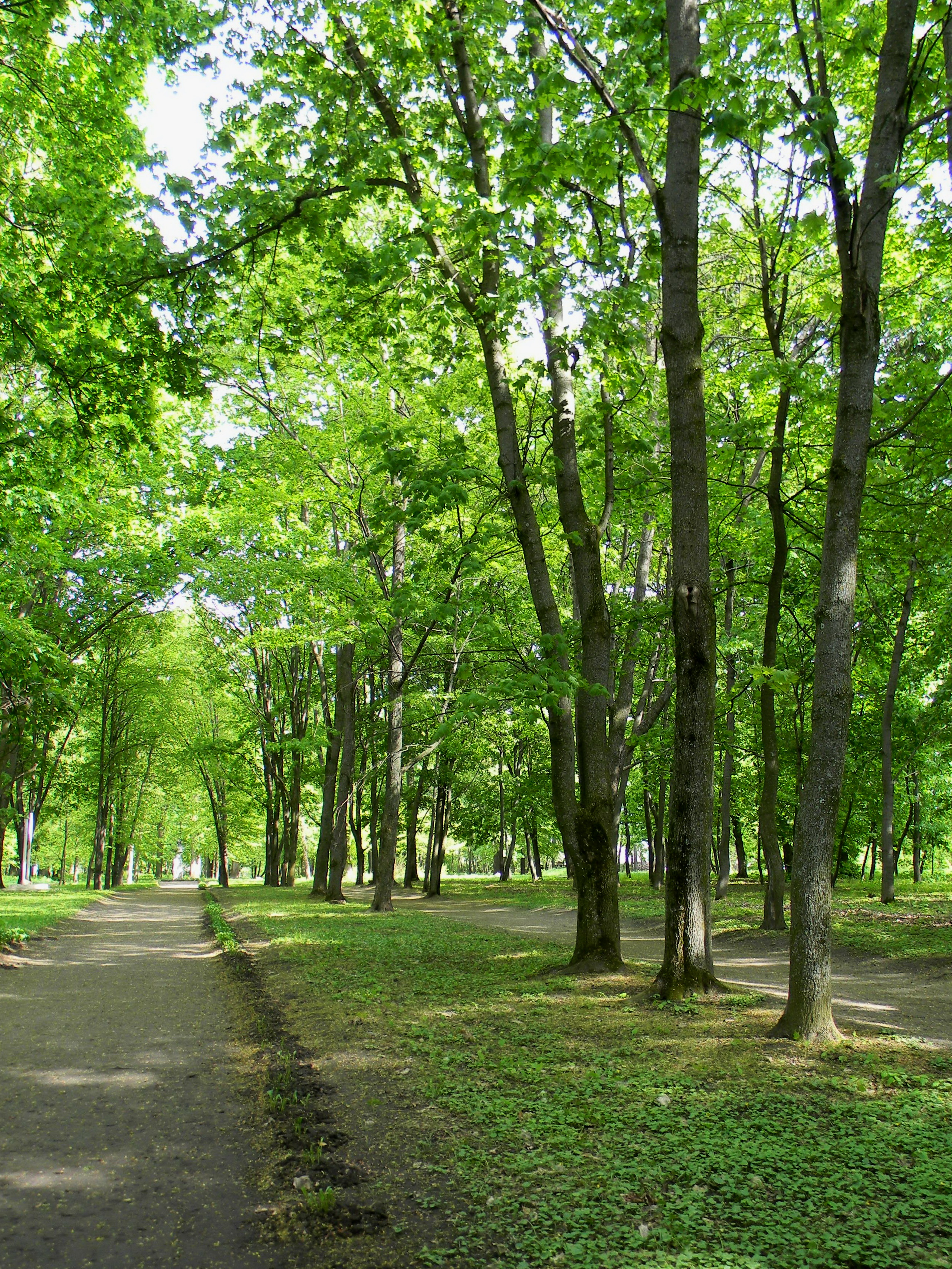
Алея парку.
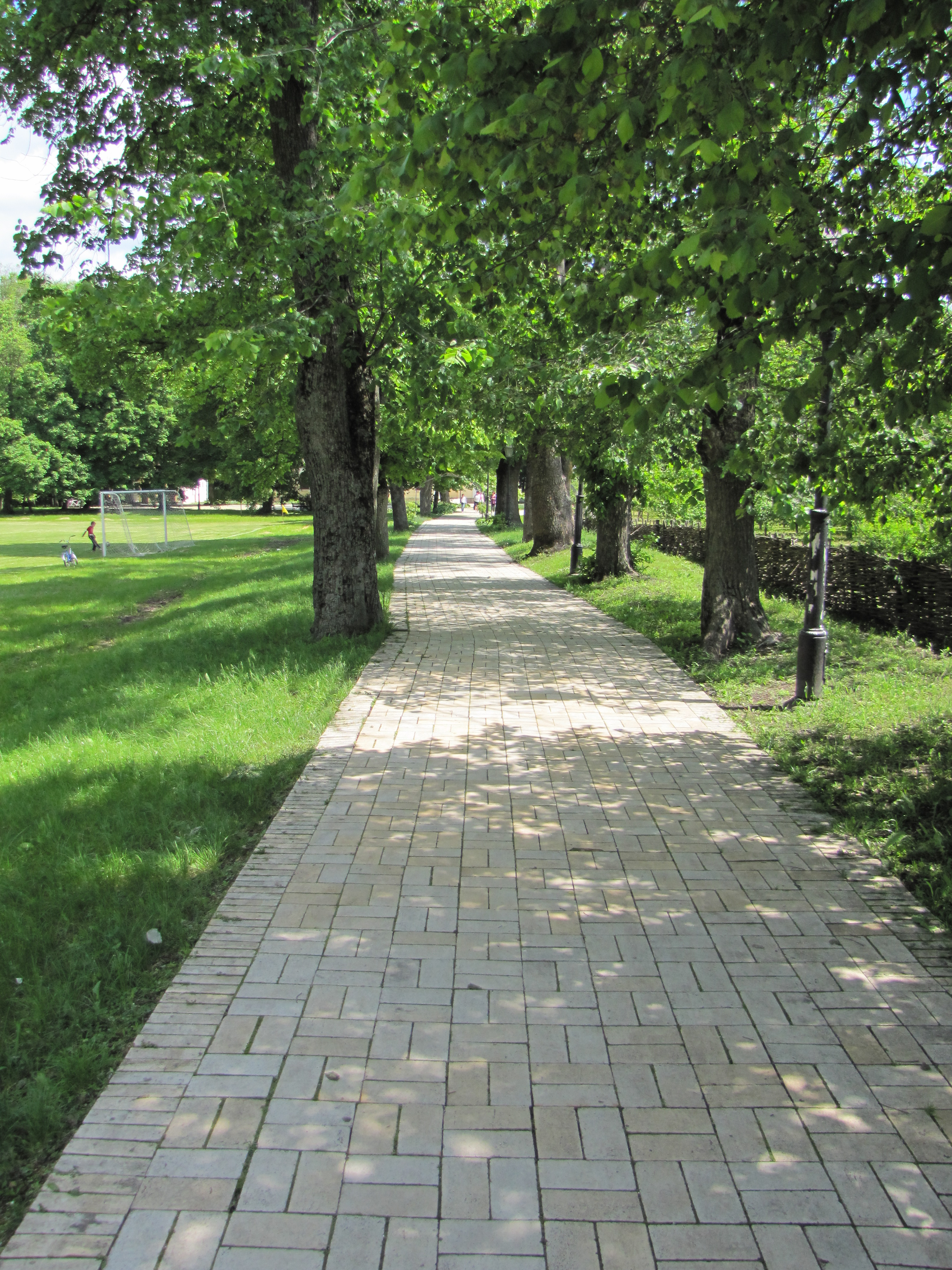
Алея в парку.
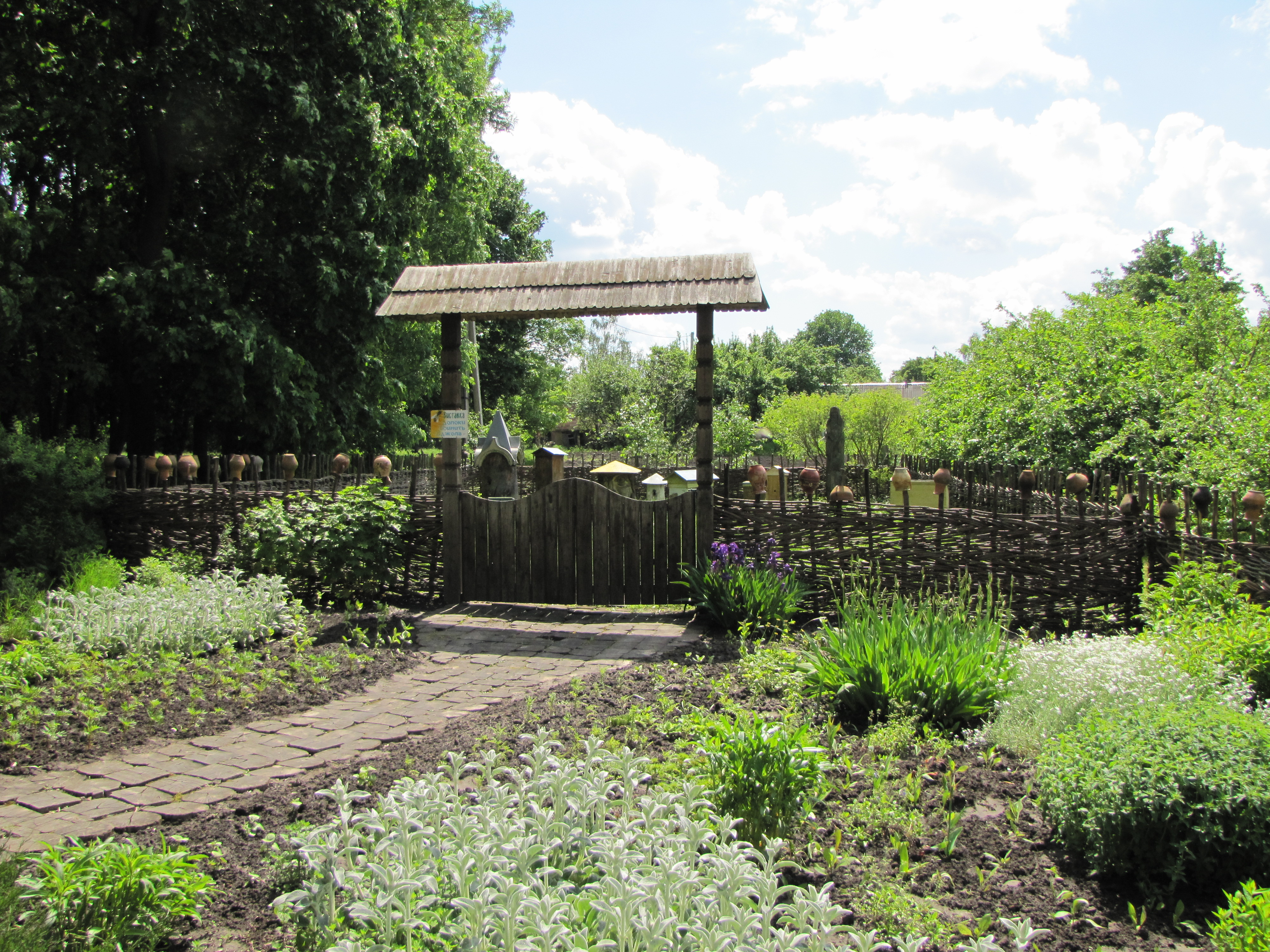
Пасіка імені Петра Прокоповича.
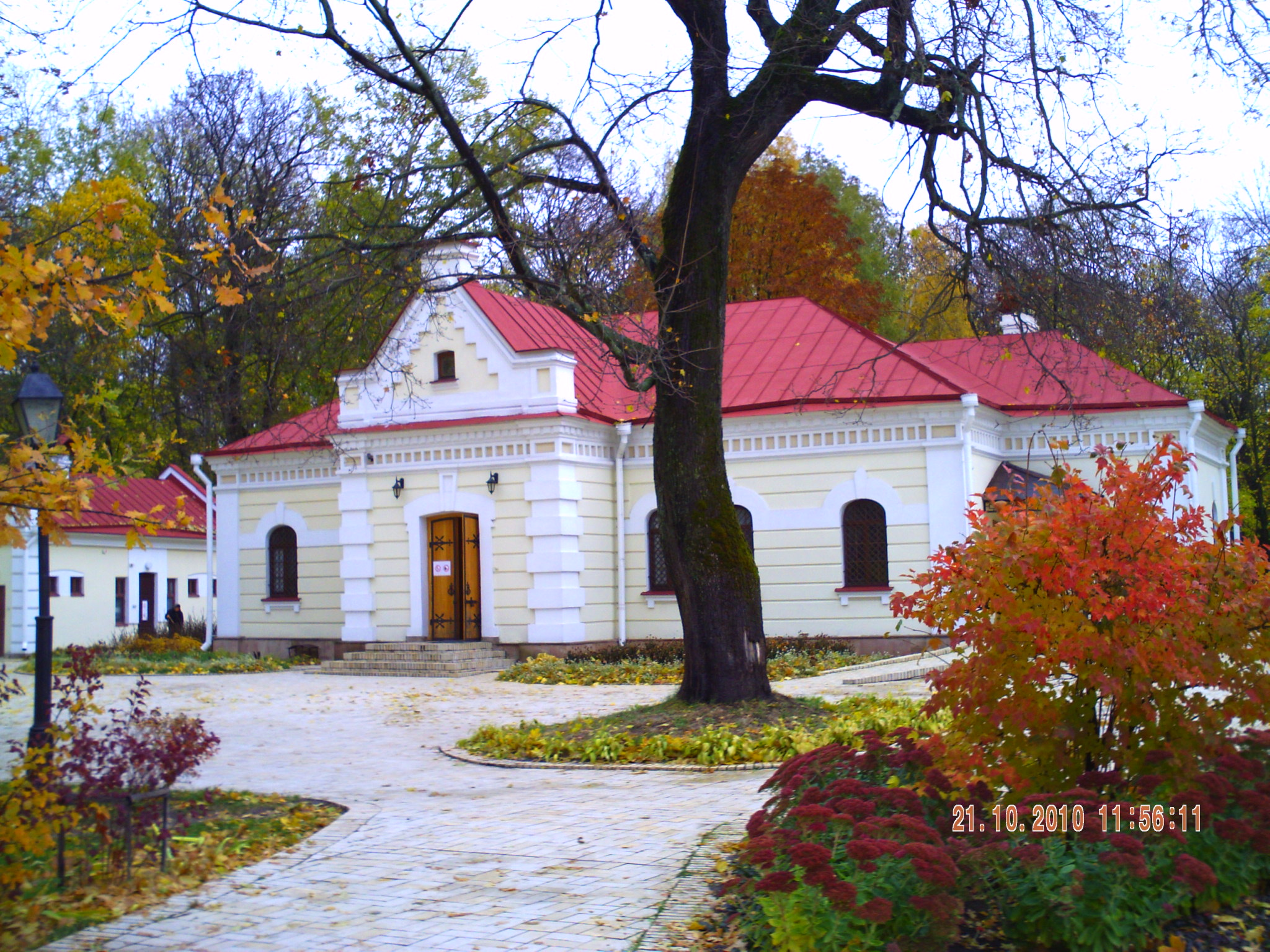
Будинок-музей Генерального судді Василя Кочубея.
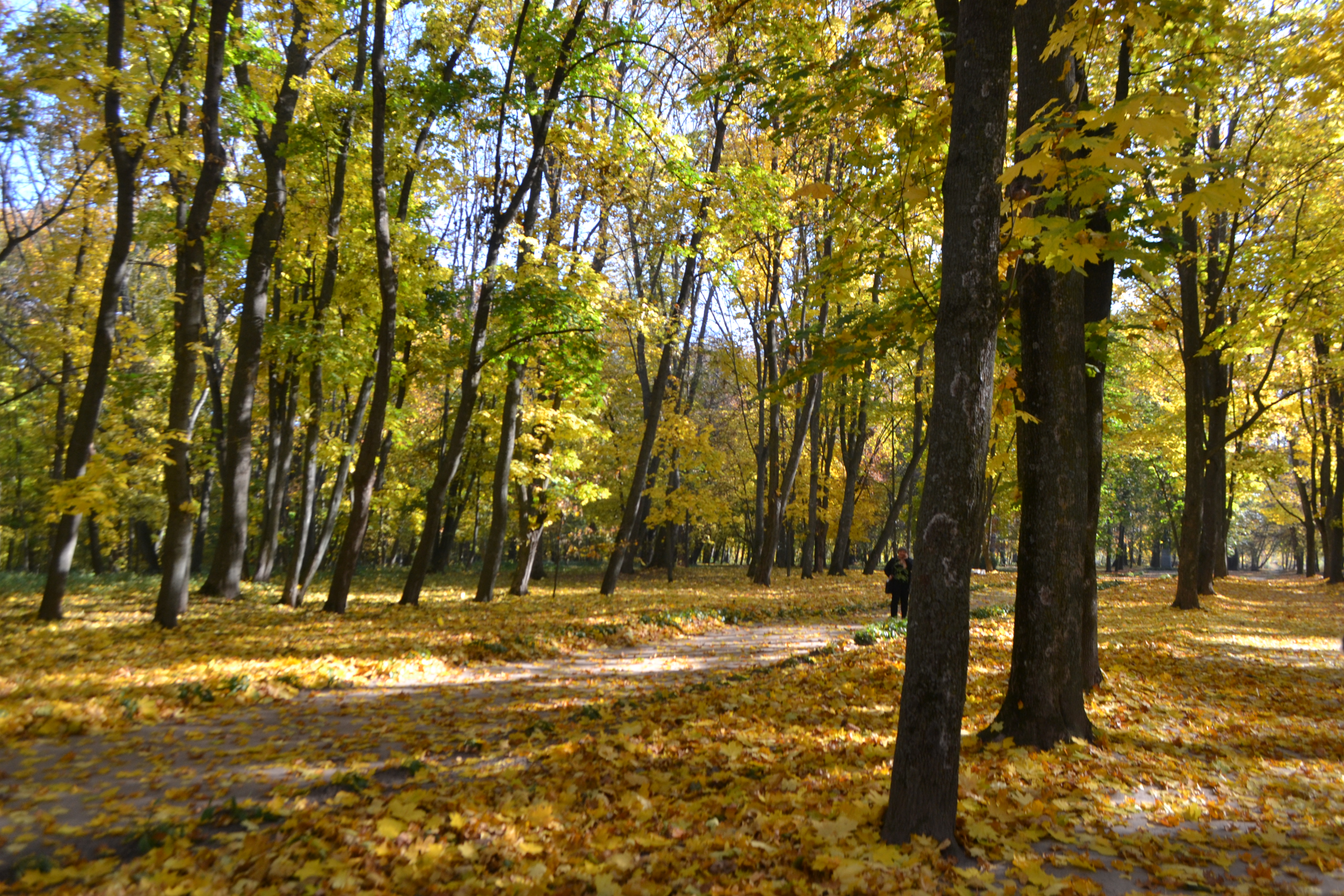
Алея в парку.
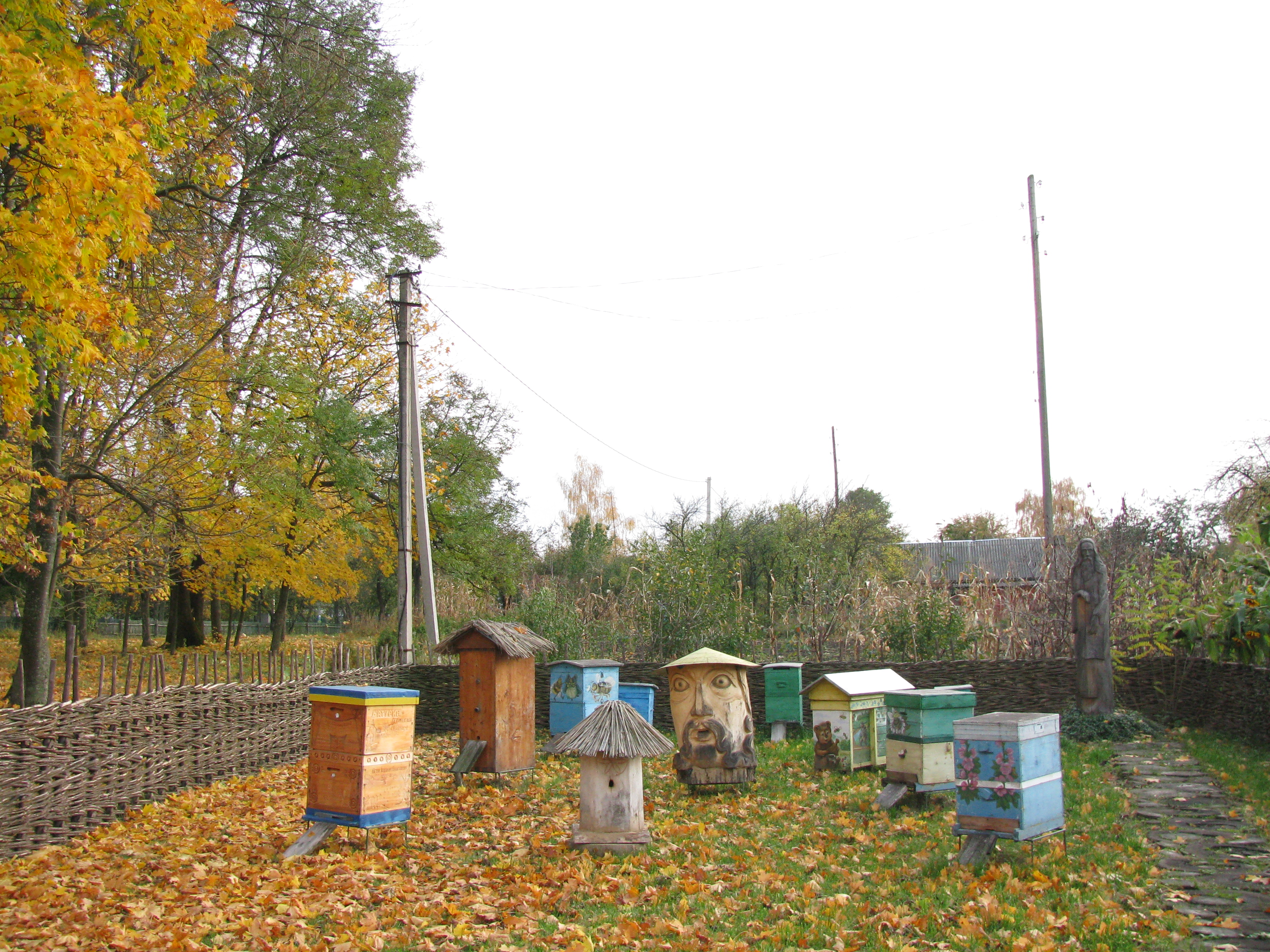
Експозиція пасіки імені Петра Прокоповича

 Вікісховище має мультимедійні дані за темою: Кочубеївський парк (Батурин)